# 沙里亚德布尔县
沙里亚德布尔（Shariatpur District）为孟加拉国达卡专区辖县，属孟加拉国中南部县份。县境北隔博多河与蒙希甘杰县毗邻，东隔梅克納河与坚德布尔县相望，南与巴里萨尔县接壤，西与马达里布尔县相连。全境年平均温度12.6°C至35.8°C，年平均降雨量2,105毫米。县域总面积1,181.53公里²，总人口1,057,181人（2001）。全县共分置六個烏帕齊拉，政府驻达里布尔自治市。